# Pelican Rapids
Pelican Rapids és una població dels Estats Units a l'estat de Minnesota. Segons el cens del 2000 tenia 2.374 habitants.

## Demografia
Segons el cens del 2000, Pelican Rapids tenia 2.374 habitants, 884 habitatges, i 558 famílies. La densitat de població era de 349,8 habitants per km².
Dels 884 habitatges en un 33,1% hi vivien nens de menys de 18 anys, en un 50,3% hi vivien parelles casades, en un 7,7% dones solteres, i en un 36,8% no eren unitats familiars. En el 33,5% dels habitatges hi vivien persones soles el 19,2% de les quals corresponia a persones de 65 anys o més que vivien soles. El nombre mitjà de persones vivint en cada habitatge era de 2,57 i el nombre mitjà de persones que vivien en cada família era de 3,31.
Per edats la població es repartia de la següent manera: un 27,6% tenia menys de 18 anys, un 8,7% entre 18 i 24, un 25,2% entre 25 i 44, un 17,4% de 45 a 60 i un 21,1% 65 anys o més.
L'edat mediana era de 36 anys. Per cada 100 dones de 18 o més anys hi havia 94,6 homes.
La renda mediana per habitatge era de 27.232 $ i la renda mediana per família de 36.970 $. Els homes tenien una renda mediana de 23.750 $ mentre que les dones 20.645 $. La renda per capita de la població era de 13.699 $. Entorn del 9,5% de les famílies i el 15,8% de la població estaven per davall del llindar de pobresa.

## Poblacions més properes
El següent diagrama mostra les poblacions més properes.